# Mercer (Maine)
Pour les articles homonymes, voir Mercer.
Mercer est une ville américaine située dans le Comté de Somerset, dans le Maine. Selon le recensement de 2020, sa population est de 709 habitants.

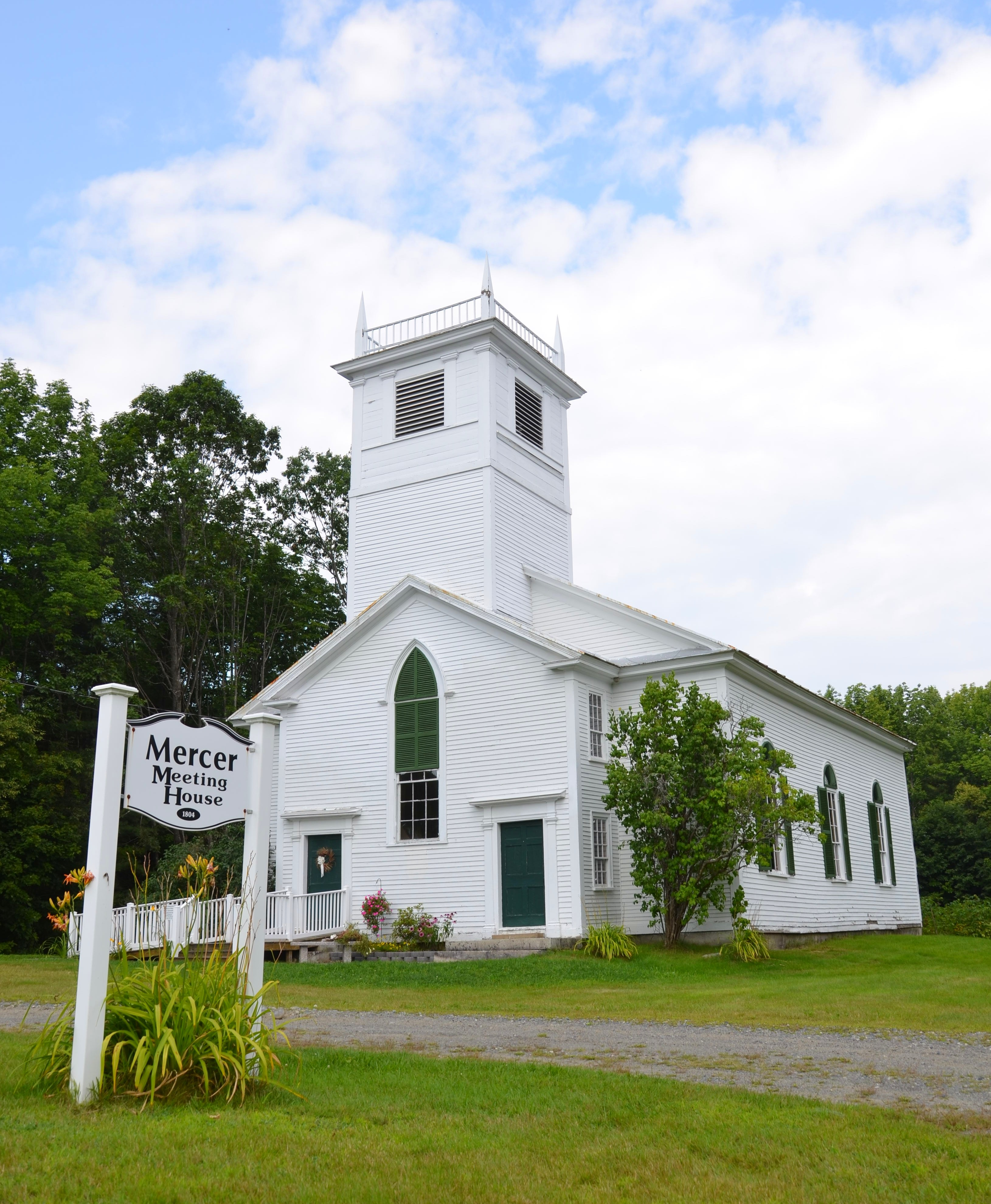
Le Mercer Union Meetinghouse, une église historique au centre de la ville.